# Ixina
Ixina est une enseigne de distribution et de vente de cuisines équipées sur mesure, franco-belge, aujourd’hui implantée dans plusieurs pays européens depuis le rachat complet de l'enseigne par l'allemand Nobilia Küchen en 2016.

## Historique
Ixina, naît en 1971 en Belgique sous le nom d’Electro-Cash, la marque commence par vendre des produits électroménagers. Elle crée son premier réseau de franchise en 1977 et ajoute la vente de cuisine en kit à son catalogue. Dix ans plus tard, l’enseigne se recentre sur la vente de cuisines équipées sur mesure. Rebaptisé Ixina en 1995, elle lance ses premières franchises en France, deux ans plus tard,.
En 2003, Electro-Cash rejoint le groupe international Snaidero, 5e groupe de production européen dans le domaine de la cuisine équipée.
En janvier 2005, la totalité du réseau de magasins belges est convertie à l’enseigne Ixina.
Le réseau compte aujourd’hui environ 160 magasins dans l’hexagone et une cinquantaine en Belgique, sur environ 250 dans le monde.
Déjà actionnaire du groupe depuis 2009, le groupe allemand Nobilia Küchen monte au capital de Franchise Business Division, la maison mère d’Ixina pour en devenir l’actionnaire majoritaire en 2015 notamment par le rachat des parts de Snaidero,.

## L'entreprise
Rattachée depuis 2010 au groupe FBD, qui développe aussi les marques Cuisines Plus et Cuisines Références, ixina bénéficie de la force de sa maison mère et d’un accès aux produits fabriqués à façon dans les usines de l’allemande Nobilia Küchen (Actionnaire majoritaire de FBD depuis 2016).

## Implantation internationale
Ixina possède l'essentiel de ses franchises en Belgique et en France. À la fin des années 2000, après le rachat par le groupe Snaidero, l'enseigne connaît une forte croissance à l'international, en ouvrant des magasins dans une dizaine de pays, notamment en Europe (Italie, Espagne, Portugal).